# 아리랑 5호
아리랑 5호 또는 다목적실용위성 5호(KOMPSAT-5)는 한국 한국항공우주연구원에서 2013년 8월 22일 발사한 관측위성으로, 운용궤도 550km의 저궤도 위성에 해당한다.
아리랑 1호와 2호와는 달리 합성개구레이다(SAR)가 부착되어 있어 날씨에 상관없이 전천후로 지구 관측이 가능하여 해양 유류사고, 화산 폭발 같은 재난 감시와 지리정보시스템(GIS) 구축 등에 활용할 수 있다.
아리랑 시리즈들은 기본적으로 한국군대에 정보와 통신을 제공하는 목적도 가지고 있다.

## 개발
2005년 6월부터 총사업비 2,381억 원을 투입하여 개발하였다. 미래부, 산업통상자원부 등이 공동으로 착수하였으며, 한국항공우주연구원, 한국항공우주산업, 대한항공, 한화, 두원중공업, 쎄트렉아이 등 관련 산업체가 개발에 참여하였다.

## 기술
아리랑 5호는 국내 위성 중 최초로 합성영상레이더(SAR·Synthetic Aperture Radar)를 탑재하여 구름이 많이 끼는 등의 악천후와 야간에도 고해상도로 지구를 정밀 관측하는 전천후 지구 관측 위성으로, 운용궤도는 550km이다. 기존 아리랑 2호와 3호는 가시광선을 사용하기 때문에 햇빛이 없는 밤이거나 구름이 끼는 날에 지상을 관측하지 못하는 반면 SAR은 가시광선이 아닌 마이크로파를 사용하기에 구름을 통과할 수 있다.
아리랑 5 호 해상도는 1m이다.
SAR 제작기술은 국내에 확보되어 있지 않아, 공동개발사인 유럽의 위성개발업체 탈레스 알레니아 스페이스 이탈리아(TASI)가 국내에 들어와 제작한다. 탈레스 알레니아 스페이스 이탈리아는 독일의 해상도 50 cm급 SAR 정찰위성 시스템인 SAR-Lupe에도 SAR 장비를 납품한 회사이다.
한편 한국은 2008년 해상도 40cm인 항공기용 SAR KPU-STC를 개발했다.

## 임무
당초 2011년 4월에 개발이 완료되어 2011년 8월 말에 발사하기로 예정되어 있었지만, 러시아 정부 측의 사정으로 한 차례 연기되었다가 2012년 하반기 발사를 목표로 재추진해왔지만, 러시아 연방 우주국은 발사체를 제공하는 국방부의 승인이 필요한 사안이라는 이유로 정확한 일정을 확정해 주지 않아 2013년으로 또 다시 연기되었다.
2010년 개발을 완료하였으나 2년 넘게 발사가 지연되다가, 2013년 8월 22일 오후 8시 39분(한국시간 오후 11시 39분)을 기점으로 러시아 야스니 발사장에서 우주로 쏘아 올려졌으며, 발사 약 32분 후에 남극에 위치한 트롤 지상국과 첫 교신에 성공하였다. 이어서 발사 1시간 27분후 노르웨이 스발바르드 지상국과의 교신을 성공한 데 이어, 5시간 56분 후(한국시각 23일 오전 5시 36분)에는 대전 항공우주연구원에 위치한 위성정보연구센터 지상국과 첫 교신에 성공하였고 발사성공이 최종 확인되었다.
주요 임무는 550㎞ 상공에서 밤과 낮, 하루 두 번 한반도를 관측하여 해양 유류사고와 화산폭발 등의 재난 감시와 지리 정보 시스템(GIS) 구축에 활용하는 것이다. 아리랑 5호는 보정 시 최고 1m 해상도의 사진을 얻을 수 있다.
2018년 8월 기준, 아리랑 5호는 5년간 지구궤도를 약 2만 7천 회 회전하면서 지상기지와 7천회 교신하였고 총 5만 8,440회에 걸친 촬영으로 총 12만7천장 이상의 사진을 제공하였다. 특히 홍수, 가뭄, 산불, 지진, 해양 기름유출 등의 재해·재난 상황에서 제공한 영상은 신속한 대응에 큰 도움을 준 것으로 평가되었으며, 공공안전 및 국토·자원 관리와 연관되는 다양한 공공·민간 서비스에도 영상을 제공하였다.
한국 최초의 SAR 관측위성인 아리랑 5호는, 원래 임무수명기간이 5년으로 2018년 8월 22일까지의 운용을 목표로 2013년에 발사했는데, 2018년 8월에 과학기술정보통신부와 항우연이 구성한 검토위원회가 기술 점검을 진행한 결과, 추가 임무 수행이 가능하다고 판단, 운용 기간을 2년 연장하였다. 원래 인공위성은 사고나 긴급한 경우를 대비해서, 임무수명 보다 훨씬 많은 양의 연료를 탑재한다. 운용하면서 별 비상사태가 없으면 임무기간이 늘어난다.
아리랑 5호 위성영상의 상용판매는 SIIS(에스아이아이에스)가 담당하며 국내 및 전세계에 판매하고 있다. SIIS는 쎄트렉아이의 자회사로 위성영상 전문업체이다. 모회사인 쎄트렉아이는 2000년 KAIST 인공위성연구센터 우리별 개발 연구팀을 중심으로, 최순달 장관이 설립한 우주산업 관련 벤처기업이다.

## 같이 보기
- 돔바로프스키 공군 기지